# Bognedaj da bi crknu televizor
Bognedaj da bi crknu televizor je četrti album slovenskega kantavtorja Adija Smolarja, izdan pri založbi Helidon leta 1995 v obliki CD-ja. Je Smolarjev drugi album, posnet s spremljevalno skupino Leteči potepuhi. Za album je prejel zlatega petelina.

## Seznam pesmi
Vse pesmi je napisal in uglasbil Adi Smolar.
| Št.             | Naslov                           | Dolžina |
| --------------- | -------------------------------- | ------- |
| 1.              | „Bognedaj da bi crknu televizor‟ | 2:55    |
| 2.              | „Eks za ex-ljubico‟              | 3:16    |
| 3.              | „Zlo počas‟                      | 3:33    |
| 4.              | „Gospa natakarca‟                | 3:24    |
| 5.              | „Lepa Jana‟                      | 3:55    |
| 6.              | „Drugače bom živel‟              | 3:24    |
| 7.              | „Če svet prijazen bi postal‟     | 4:04    |
| 8.              | „Poet‟                           | 2:17    |
| 9.              | „Jaz bi te‟                      | 4:22    |
| 10.             | „K soldatom‟                     | 2:40    |
| 11.             | „Se treba bo oženit‟             | 3:26    |
| 12.             | „Naš svet se pa vrti‟            | 3:40    |
| 13.             | „K, F in U‟                      | 2:19    |
| Skupna dolžina: | Skupna dolžina:                  | 44:03   |

## Zasedba
| - Adi Smolar — vokal, kitara Leteči potepuhi - Klemen Tičar — orglice, vokal - Dejan Došlo — kitara, vokal - Jože Sečnik — bas kitara, vokal - Marko Ogrin — klaviature - Matjaž Ogrin — bobni, tolkala, vokal | Ostali - Nino de Gleria — tamburica, drumlja - Slavko Avsenik ml. — glasbeni urednik - Boris Bele — urednik izdaje - Borut Činč — produkcija, snemanje, orglice - Janez Pukšič — fotografiranje - Zvone Kukec — oblikovanje |